# Alcalde de Chicago
El Alcalde de Chicago, es el director ejecutivo de Chicago, Illinois, la tercera ciudad más grande de los Estados Unidos. El Alcalde es responsable de la administración y gestión de los distintos departamentos de la ciudad, presenta propuestas y recomendaciones al Consejo de la Ciudad de Chicago,  aplica activamente las ordenanzas de la ciudad, presenta el presupuesto anual y nombra los oficiales (concejales) de la ciudad, comisionados o consejeros de los departamentos y los miembros de juntas y comisiones municipales. En las reuniones del Consejo de la Ciudad, el Alcalde actúa como presidente del mismo. El Alcalde presenta propuestas y recomendaciones para el Consejo de la Ciudad de su propio acuerdo, y en nombre de los departamentos de la ciudad. A pesar de que es el presidente del Consejo de la Ciudad, el Alcalde no puede votar sobre los temas excepto en ciertos casos, por ejemplo, en casos de empate.

## Lista de alcaldes
La alcaldía en Chicago, fue de un año de 1837 hasta 1863, cuando se incrementó a dos años. En 1907, se alargó a cuatro años, la duración actual. Hasta 1861, las elecciones municipales se celebraban en marzo. En ese año, la legislación las trasladó a abril. En 1869, sin embargo, el día de las elecciones fue cambiado a noviembre, y los mandatos que vencían en abril de ese año se alargaron. En 1875, el día de las elecciones se trasladó de nuevo a abril por votación popular para cumplir la Ley de las Ciudades y Pueblos de 1872.

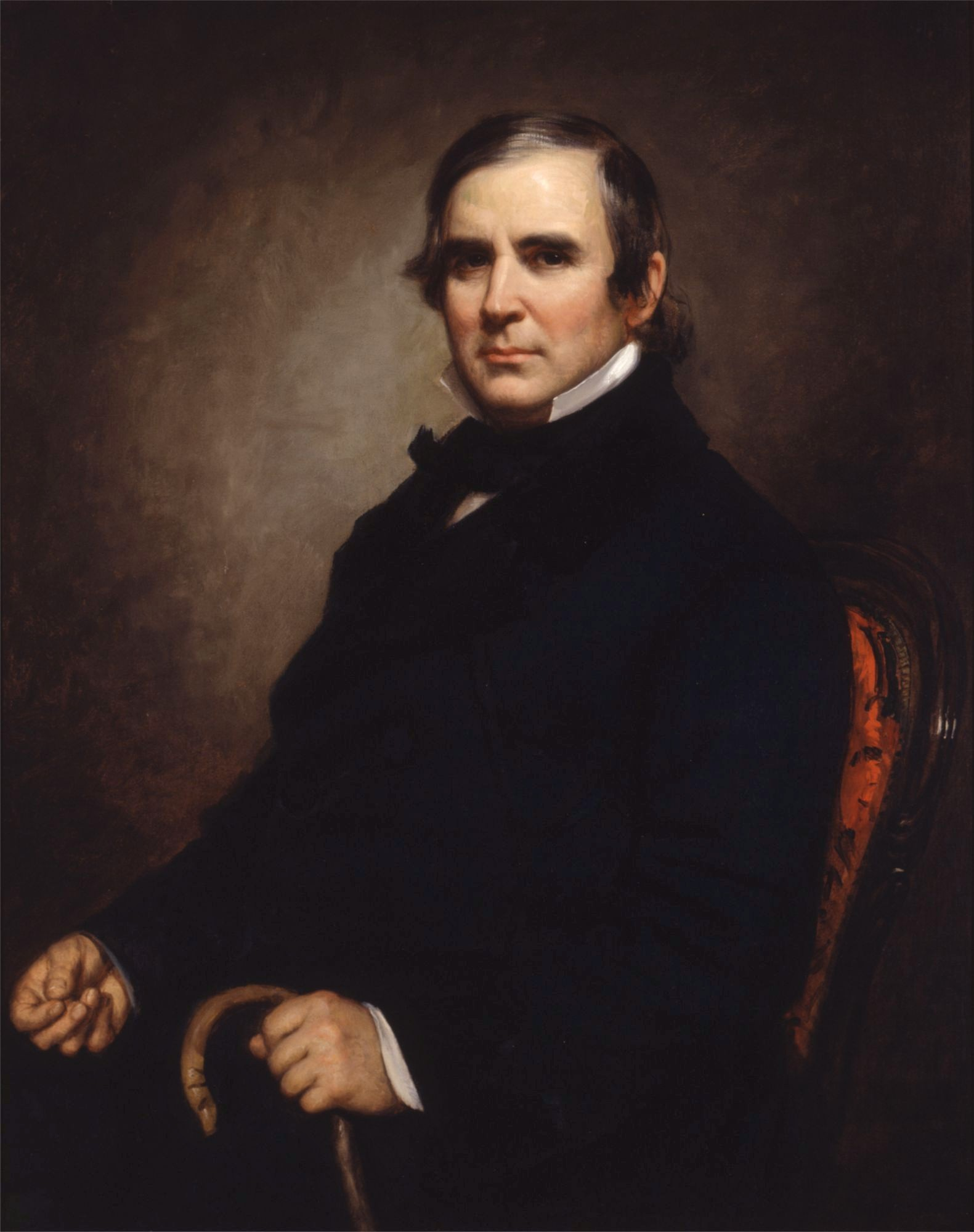
William B. Ogden fue el primer alcalde de Chicago.

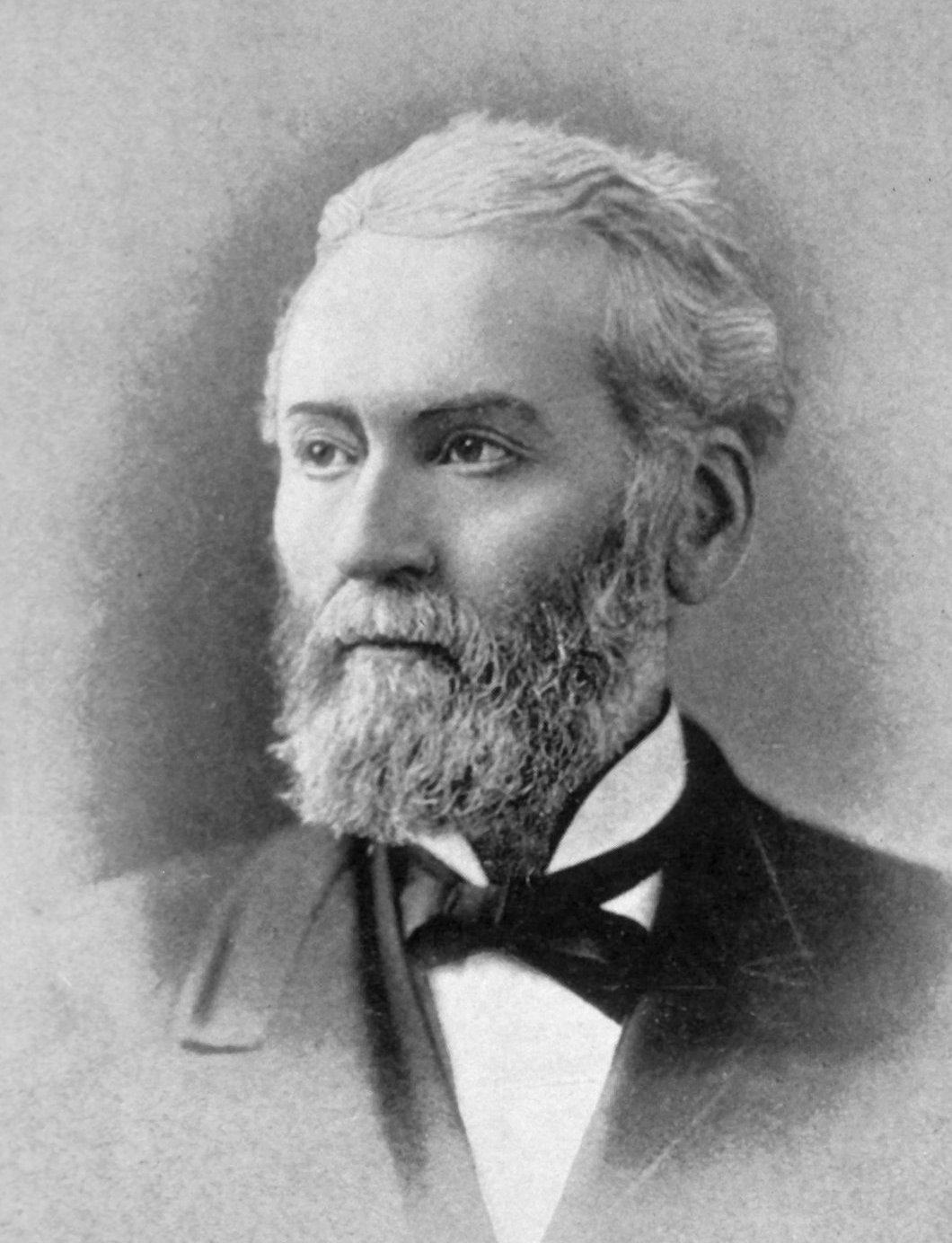
Joseph Medill, 21.º Alcalde de Chicago, fue el primer alcalde nacido en el extranjero.

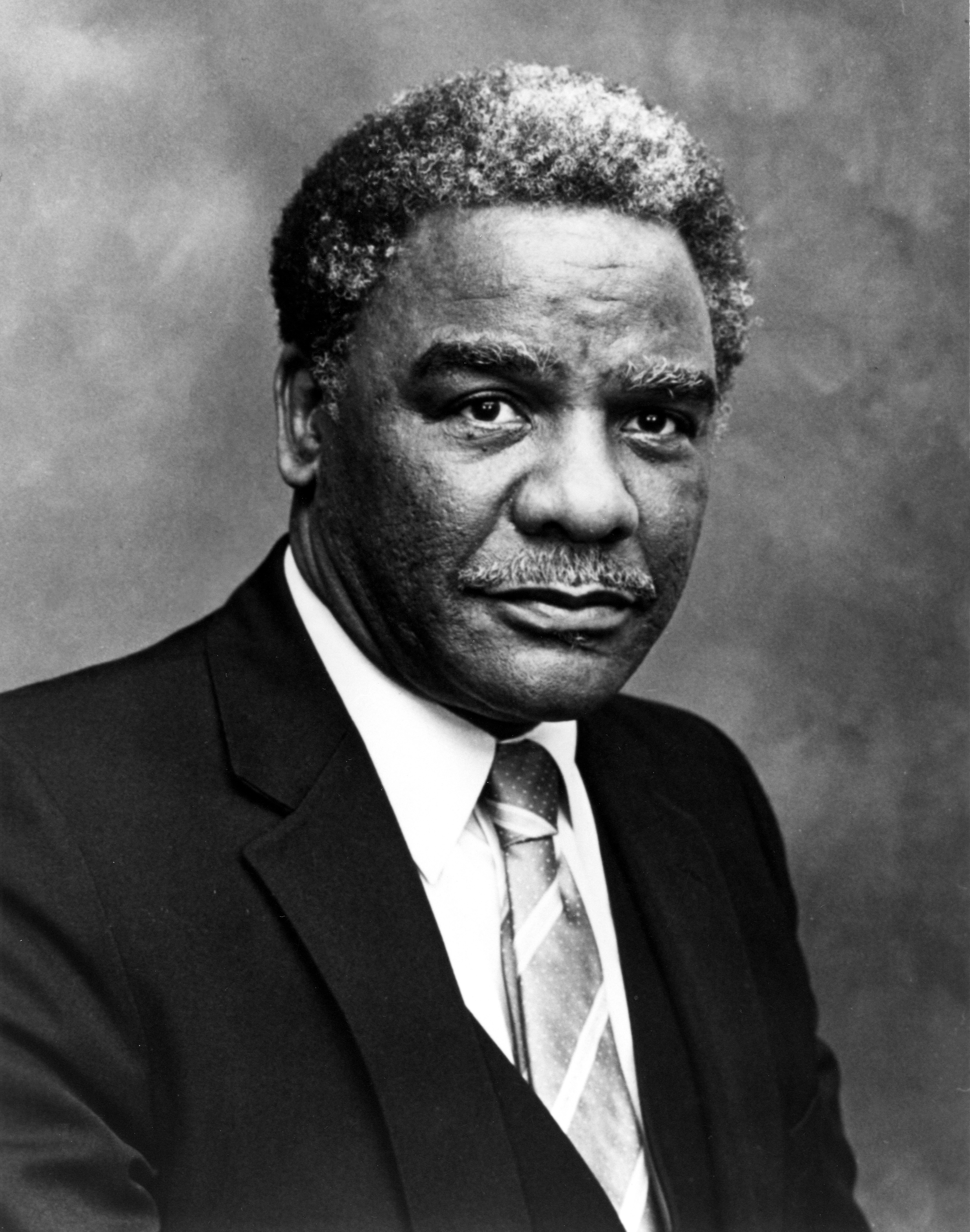
Harold Washington, 41.º Alcalde de Chicago, fue el primer alcalde afroamericano.

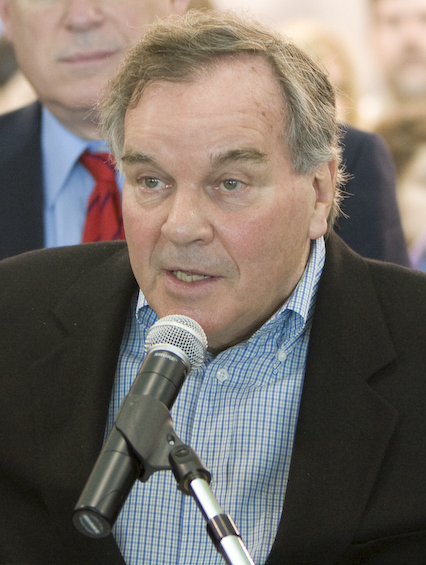
Richard M. Daley, 43.º Alcalde de Chicago, fue el alcalde durante más años (22 años).

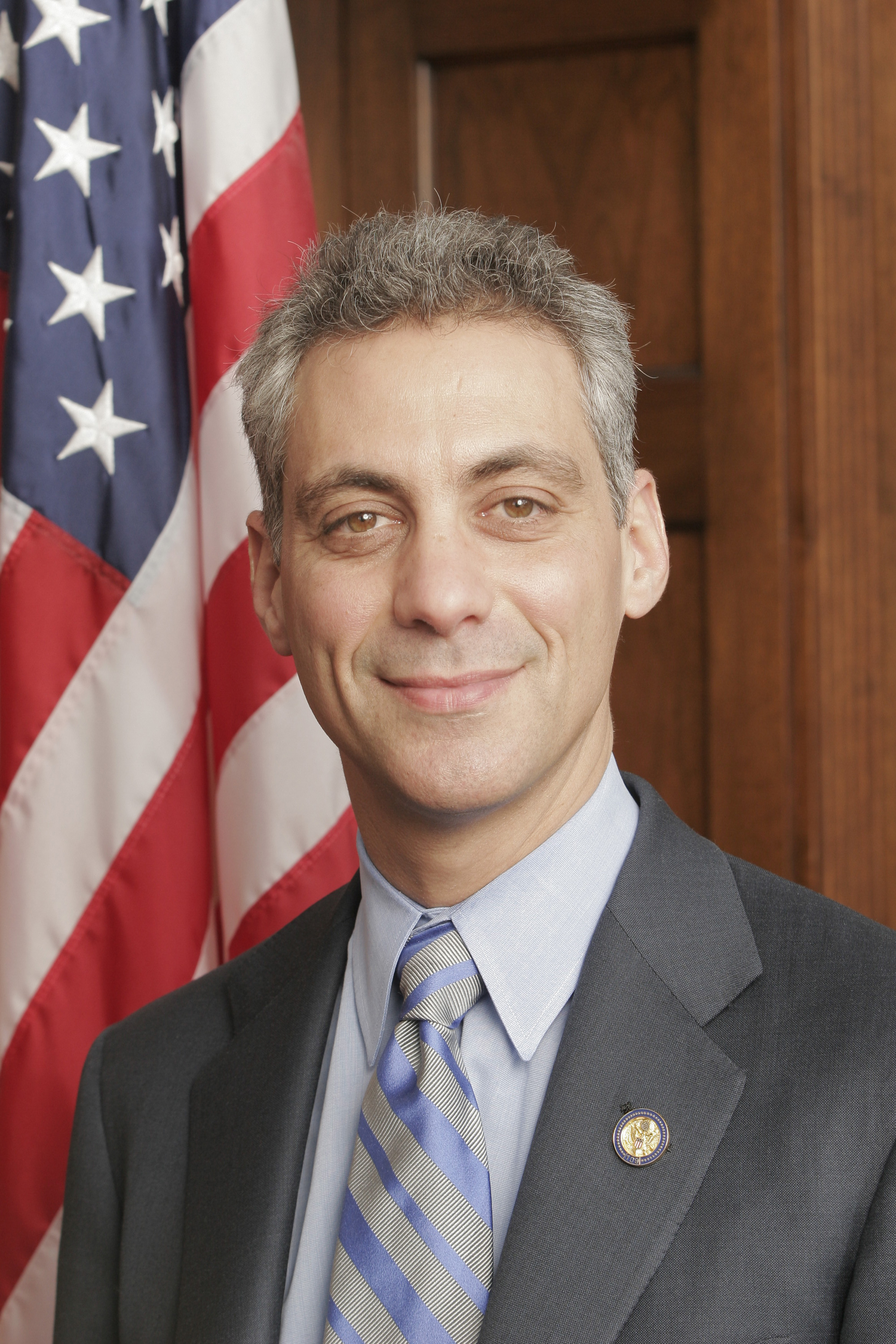
Rahm Emanuel, 44.º Alcalde de Chicago, fue alcalde durante 8 años y el primero de origen judío.

|      | Alcalde                 | Inicio | Término     | Mandato(s) |  | Partido           |
| ---- | ----------------------- | ------ | ----------- | ---------- |  | ----------------- |
| 1    | William B. Ogden        | 1837   | 1838        | 1          |  | Demócrata         |
| 2    | Buckner S. Morris       | 1838   | 1839        | 1          |  | Whig              |
| 3    | Benjamin W. Raymond     | 1839   | 1840        | 1          |  | Whig              |
| 4    | Alexander Loyd          | 1840   | 1841        | 1          |  | Demócrata         |
| 5    | Francis C. Sherman      | 1841   | 1842        | 1          |  | Demócrata         |
| (3)  | Benjamin W. Raymond     | 1842   | 1843        | 1          |  | Whig              |
| 6    | Augustus Garrett        | 1843   | 1844        | 1          |  | Demócrata         |
| 7    | Alson Sherman           | 1844   | 1845        | 1          |  | Ninguno           |
| (6)  | Augustus Garrett        | 1845   | 1846        | 1          |  | Demócrata         |
| 8    | John P. Chapin          | 1846   | 1847        | 1          |  | Whig              |
| 9    | James Curtiss           | 1847   | 1848        | 1          |  | Demócrata         |
| 10   | James H. Woodworth      | 1848   | 1850        | 2          |  | Ninguno           |
| (9)  | James Curtiss           | 1850   | 1851        | 1          |  | Demócrata         |
| 11   | Walter S. Gurnee        | 1851   | 1853        | 2          |  | Demócrata         |
| 12   | Charles McNeill Gray    | 1853   | 1854        | 1          |  | Demócrata         |
| 13   | Isaac L. Milliken       | 1854   | 1855        | 1          |  | Demócrata         |
| 14   | Levi Boone              | 1855   | 1856        | 1          |  | Americano         |
| 15   | Thomas Dyer             | 1856   | 1857        | 1          |  | Demócrata         |
| 16   | John Wentworth          | 1857   | 1858        | 1          |  | Republicano       |
| 17   | John C. Haines          | 1858   | 1860        | 2          |  | Demócrata         |
| (16) | John Wentworth          | 1860   | 1861        | 1          |  | Republicano       |
| 18   | Julian S. Rumsey        | 1861   | 1862        | 1          |  | Republicano       |
| (5)  | Francis C. Sherman      | 1862   | 1865        | 1          |  | Demócrata         |
| 19   | John B. Rice            | 1865   | 1869        | 1          |  | Republicano       |
| 20   | Roswell B. Mason        | 1869   | 1871        | 1⁄2        |  | Citizens          |
| 21   | Joseph Medill           | 1871   | 1873        | 1⁄2        |  | Republicano (Dry) |
| 22   | Harvey Doolittle Colvin | 1873   | 1875        | 1⁄2        |  | Republicano (Wet) |
| 23   | Monroe Heath            | 1876   | 1879        | 1          |  | Republicano       |
| 24   | Carter Harrison Sr.     | 1879   | 1887        | 2          |  | Demócrata         |
| 25   | John A. Roche           | 1887   | 1889        | 1⁄2        |  | Republicano       |
| 26   | DeWitt C. Cregier       | 1889   | 1891        | 1⁄2        |  | Demócrata         |
| 27   | Hempstead Washburne     | 1891   | 1893        | 1⁄2        |  | Republicano       |
| (24) | Carter Harrison Sr. †   | 1893   | 1893        | Parcial    |  | Demócrata         |
| 28   | John P. Hopkins         | 1893   | 1895        | 1⁄2        |  | Demócrata         |
| 29   | George Bell Swift       | 1895   | 1897        | 1⁄2        |  | Republicano       |
| 30   | Carter Harrison Jr.     | 1897   | 1905        | 2          |  | Demócrata         |
| 31   | Edward F. Dunne         | 1905   | 1907        | 1⁄2        |  | Demócrata         |
| 32   | Fred A. Busse           | 1907   | 1911        | 1          |  | Republicano       |
| (30) | Carter Harrison Jr.     | 1911   | 1915        | 1          |  | Demócrata         |
| 33   | William H. Thompson     | 1915   | 1923        | 2          |  | Republicano       |
| 34   | William E. Dever        | 1923   | 1927        | 1          |  | Demócrata         |
| (33) | William H. Thompson     | 1927   | 1931        | 1          |  | Republicano       |
| 35   | Anton Cermak †          | 1931   | 1933        | Parcial    |  | Demócrata         |
| 36   | Edward J. Kelly         | 1933   | 1947        | 3 1⁄2      |  | Demócrata         |
| 37   | Martin H. Kennelly      | 1947   | 1955        | 2          |  | Demócrata         |
| 38   | Richard J. Daley †      | 1955   | 1976        | 5 1⁄2      |  | Demócrata         |
| 39   | Michael A. Bilandic     | 1976   | 1979        | 1          |  | Demócrata         |
| 40   | Jane Byrne              | 1979   | 1983        | 1          |  | Demócrata         |
| 41   | Harold Washington       | 1983   | 1987        | 1          |  | Demócrata         |
| 42   | Eugene Sawyer †         | 1987   | 1989        | Parcial    |  | Demócrata         |
| 43   | Richard M. Daley 1      | 1989   | 2011        | 5 1⁄2      |  | Demócrata         |
| 44   | Rahm Emanuel            | 2011   | 2019        | 2          |  | Demócrata         |
| 45   | Lori Lightfoot          | 2019   | 2023        | 1          |  | Demócrata         |
| 46   | Brandon Johnson         | 2023   | En el cargo |            |  | Demócrata         |

† Fallecido/asesinado en el cargo.
1 Desde 1999, las elecciones a la alcaldía han sido oficialmente no partidista. En 1995 la Ley de Illinois establece que «los candidatos a alcalde [...] ya no se postularán bajo las denominaciones de partidos en Chicago.» Sin embargo, Richard M. Daley y Rahm Emanuel son considerados Demócrata.

## Exalcaldes vivos
A fecha de 2015, dos exalcaldes de Chicago siguen todavía vivos, siendo el de más edad Richard M. Daley. La exalcaldesa Jane Byrne (1979-1983) fue la que ha fallecido más recientemente: el 14 de noviembre de 2014. Sin embargo, el alcalde que ha muerto que ocupó el cargo más recientemente, fue Eugene Sawyer (1987-1989), el 19 de enero de 2008.

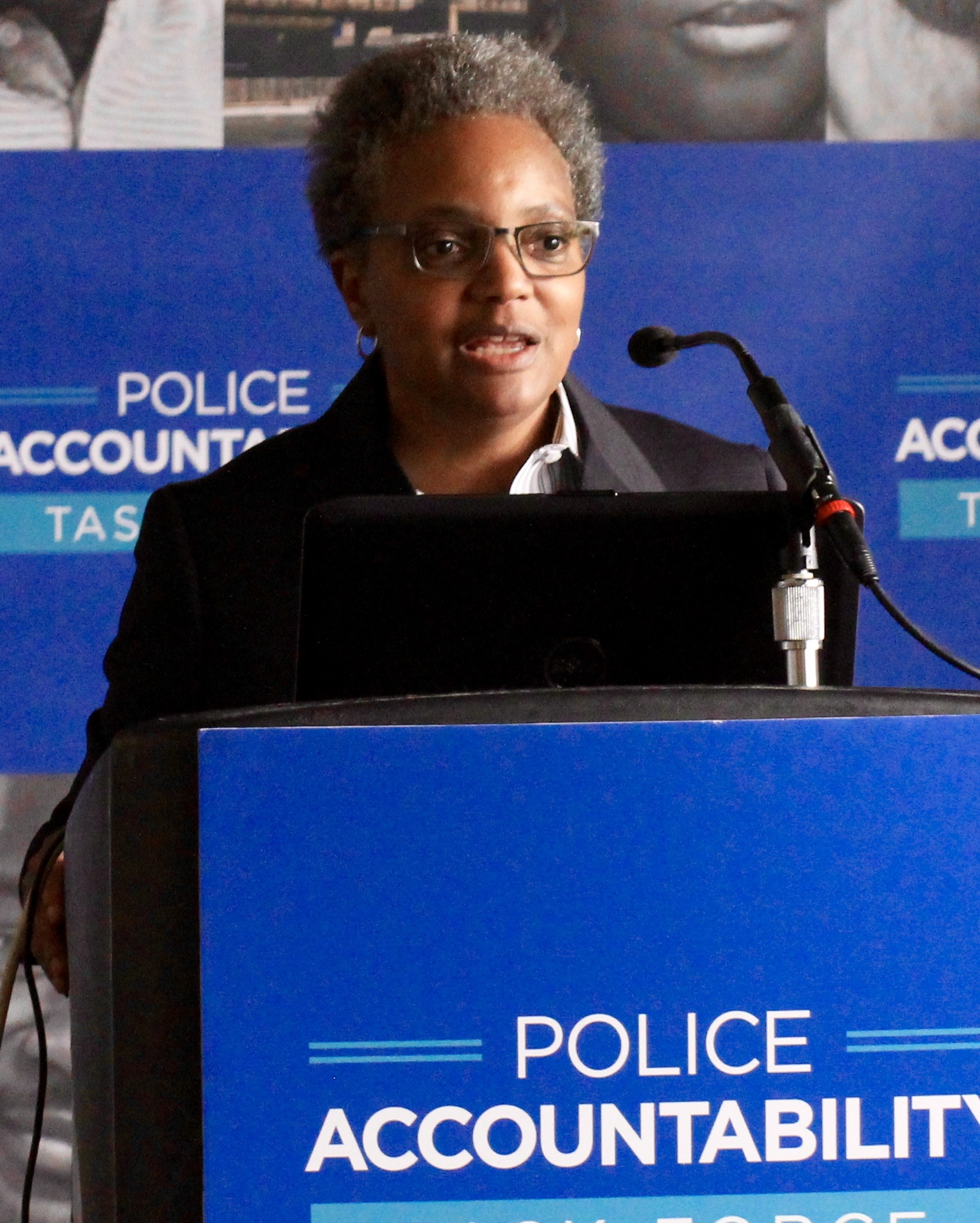
Lori Lightfoot, 45.º Alcalde de Chicago y la primera mujer alcaldesa.

| Nombre           | Mandato                               | Fecha de nacimiento               |
| ---------------- | ------------------------------------- | --------------------------------- |
| David Orr        | Noviembre de 1987 – diciembre de 1987 | 4 de octubre de 1944 (80 años)    |
| Richard M. Daley | 1989-2011                             | 24 de abril de 1942 (82 años)     |
| Rahm Emanuel     | 2011-2019                             | 29 de noviembre de 1959 (65 años) |
| Lori Lightfoot   | 2019-2023                             | 4 de agosto de 1962 (62 años)     |